# David Lambourne
David Lambourne est un juge gilbertin de nationalité australienne.

## Biographie
Né en Australie, c'est dans ce pays qu'il étudie le droit avant d'émigrer aux Kiribati dans les années 1990 pour y accepter le poste d'« avocat populaire » (people's lawyer). Il devient solliciteur général des Kiribati (adjoint au procureur général) et épouse une haute fonctionnaire gilbertine, Tessie Lambourne, avant d'être employé dans les années 2010 comme conseiller du ministère de la Justice de la région autonome de Bougainville, en Papouasie-Nouvelle-Guinée, puis comme secrétaire permanent du ministère de la Justice de Nauru.
En 2018 il est nommé juge à la Haute Cour des Kiribati, secondant le président de la Cour, John Muria (en),.
En 2022, alors que son épouse est devenue cheffe de l'opposition parlementaire, le gouvernement du président Taneti Maamau, ordonne la suspension de David Lambourne. Ce dernier fait appel de sa suspension, et le gouvernement Maamau suspend alors le président de la Haute Cour, William Hastings, l'empêchant de traiter cet appel. En août, le gouvernement tente d'expulser David Lambourne du pays, le conduisant à l'aéroport international de Bonriki et faisant fi d'un arrêt de la Cour d'Appel interdisant sa déportation. À l'aéroport, la police tente de contraindre physiquement David Lambourne d'entrer dans l'avion de la compagnie Fiji Airways, mais le refus du pilote d'embarquer un passager illégalement contraint les autorités gilbertines à y renoncer. Le juge est alors placé en détention,. S'adressant à un média néo-zélandais depuis la chambre de motel où il est retenu à Tarawa, David Lambourne affirme que les Kiribati sous le gouvernement Maamau sont devenus « un État autoritaire » qui ne permet pas au pouvoir judiciaire de fonctionner. Le président de la Fiji Law Society (en), le corps de métier des avocats aux Fidji, exprime lui aussi son inquiétude et estime que le gouvernement Maamau empêche de fait le fonctionnement du pouvoir judiciaire aux Kiribati. Ayant par la suite suspendu intégralement les organes du pouvoir judiciaire, le président Maamau nomme un tribunal spécial qui recommande d'expulser David Lambourne du pays, l'accusant d'avoir une fois tardé à rendre un jugement. La majorité parlementaire du gouvernement approuve cette recommandation, et David Lambourne quitte les Kiribati le 16 mai 2024. La rapporteur spécial sur l'indépendance de la justice pour le Haut-Commissariat des Nations unies aux droits de l'homme condamne cette expulsion, soulignant l'irrégularité des procédures, leur non-conformité avec les normes internationales de justice, l'impossibilité pour David Lambourne d'être entendu par une autorité judiciaire indépendante, et plus généralement les attaques répétées du gouvernement Maamau contre l'indépendance de la justice aux Kiribati,.